# Tata Ace

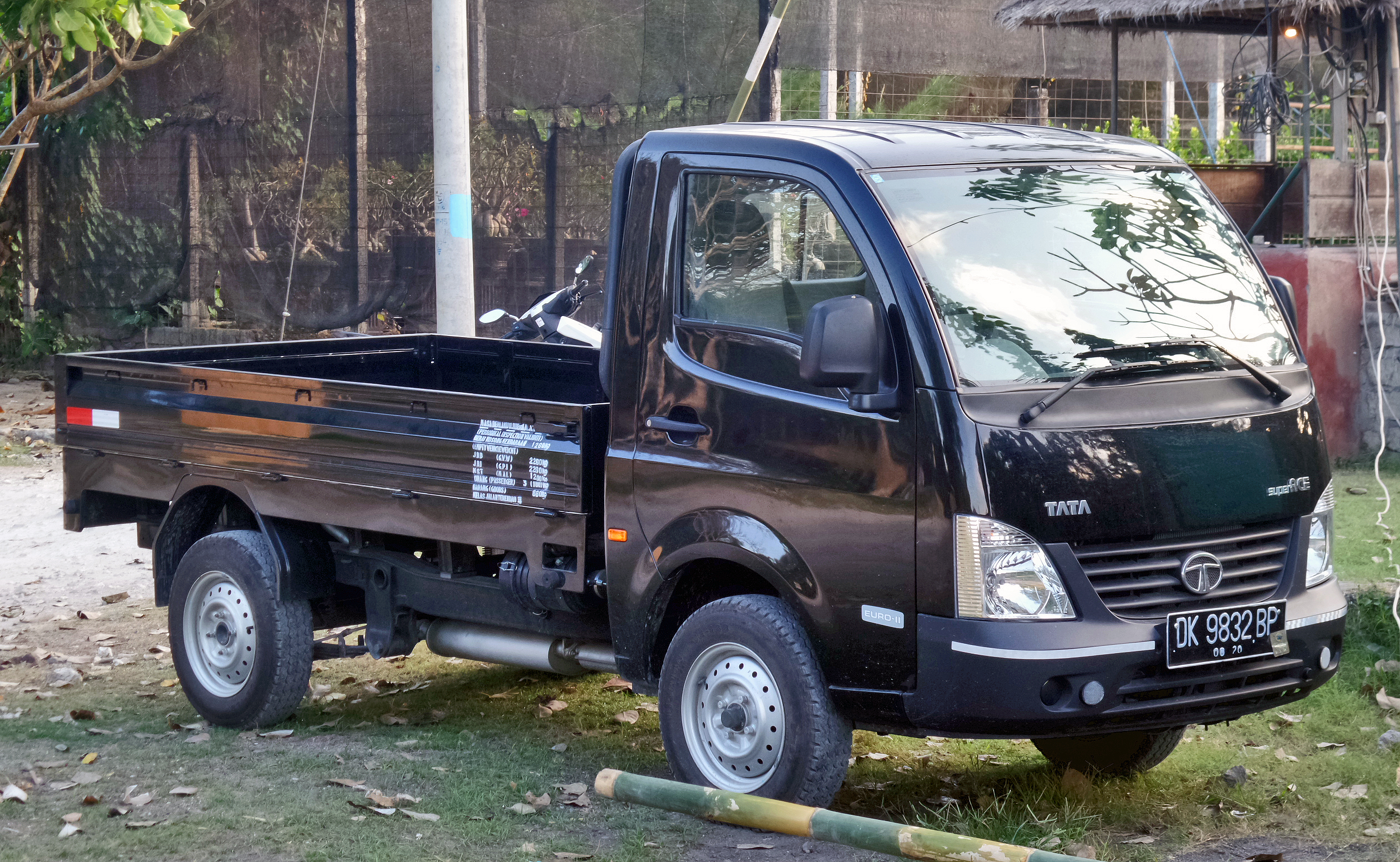
Tata Super Ace

Tata Ace — перша індійська міні-вантажівка, здатна перевозити менше ніж тонну.  Виробництво розпочато в травні 2005 року. Міні-вантажівка має великий успіх в Індії. Аналітики передбачили, що Ace змінив ситуацію на ринку невеликої комерційного транспорту в країні, створивши новий сегмент ринку малих комерційних автомобілів. Ace швидко став головним вибором для перевізників, міських власників вантажівок і в сільському господарстві. За жовтень 2005 року продажі невеликих комерційних автомобілів Tata Motors зросли на 36,6% завдяки Ace. Ace збирався з кузовом виробленим Autoline Industries . У 2005 році Autoline виробляло по 300 кузовів на день для Tata Motors. Ace досі є однією з найпродаваніших марок компанії, в серпні 2008 року був проданий 200 000-ий Ace за 4 роки його виробництва .
Tata Ace експортувався також в деякі європейські, американські і африканські країни. Версії з електричним двигуном продавав підрозділ Chrysler'а Global Electric Motorcars .